# 霜月信二郎
霜月 信二郎（しもつき しんじろう、1944年 -）は日本の推理作家。名古屋市生まれ。幻影城新人賞の佳作となった短編「炎の結晶」でデビューした。

## 来歴
本名は原信夫。1969年、慶應義塾大学経済学部中退。1977年、探偵小説専門誌『幻影城』の第2回幻影城新人賞小説部門で「炎の結晶」が佳作となり、デビューした（入選作なし、霜月以外の佳作は加藤公彦、辻蟻郎）
。幻影城新人賞の受賞者を中心に結成された「影の会」のメンバー。デビュー作を含め、『幻影城』には6篇の短編が掲載されている。
1979年、『六方水晶の女』で第25回江戸川乱歩賞最終候補になる。
2019年より電子書籍で既存の作品の再録及び新作を発表。2021年には論創ミステリ叢書より紙の書籍での初の単著が発売された。

## 作品リスト

### 単著
- 霜月信二郎探偵小説選（2021年12月 論創ミステリ叢書）
  - 収録作品：炎の結晶 / 葬炎賦 / 密室のショパン / 黄金の小指 / 消えた原稿 / 運ばれた死体 / 仮面の殺意 / ロード / キャップ / チェンジ / あうん / 分身 / 死角 / 消えた密室 /  探偵小説・夢・ぼく（評論・随筆篇） / 幻影城・影の会の思い出（評論・随筆篇）

### 電子書籍
- 霜月信二郎 作品集 (1) 炎の結晶 葬炎賦（2019年6月）
  - 収録作品：炎の結晶 / 葬炎賦
- 霜月信二郎 作品集 (2) 女探偵白川エミの事件簿（2019年7月）
  - 収録作品：密室のショパン / 黄金の小指 / 消えた原稿 / 運ばれた死体 / 仮面の殺意
- 霜月信二郎 作品集 (3) 女探偵白川エミの事件簿（2019年9月）
  - 収録作品：ロード / キャップ
- 霜月信二郎 作品集 (4) 女探偵白川エミの事件簿（2019年12月）
  - 収録作品：チェンジ / あうん
- 霜月信二郎 作品集 (5) 女探偵白川エミの事件簿（2020年2月）
  - 収録作品：分身
- 霜月信二郎 作品集 (6) 女探偵白川エミの事件簿（2020年10月）
  - 収録作品：死角
- 霜月信二郎 作品集 (7) 女探偵白川エミの事件簿（2021年3月）
  - 収録作品：消えた密室
- 霜月信二郎 作品集 (8) 女探偵白川エミの事件簿（2021年6月）
  - 収録作品：猟奇異聞
- 霜月信二郎 作品集 (9) 女探偵白川エミの事件簿（2021年8月）
  - 収録作品：ホームタウン
- 霜月信二郎 作品集 (10) 女探偵白川エミの事件簿（2021年11月）
  - 収録作品：幽霊 / 女探偵誕生秘話

### 雑誌掲載作品
幻影城
- 炎の結晶 （No.27、1977年2月号） - 第2回幻影城新人賞 佳作
- 密室のショパン （No.32、1977年7月号）
- 黄金の小指 （No.43、1978年5月号）
- 消えた原稿 （No.44、1978年6・7月合併号）
- 葬炎賦 （No.46、1978年9月号）
- 運ばれた死体 （No.52、1979年6月号）

### アンソロジー収録作品
- 密室のショパン - 鮎川哲也編『密室探求 第二集』（1984年1月 講談社文庫）
- 炎の結晶 - 『甦る「幻影城」 I 新人賞傑作選』（1997年8月 角川書店 カドカワ・エンタテインメント）